# Chicago Architecture Biennial
Die Chicago Architecture Biennial ist eine internationale Ausstellung architektonischer Ideen, Projekte und Displays. Sie findet seit 2015 zweijährlich in Chicago statt.

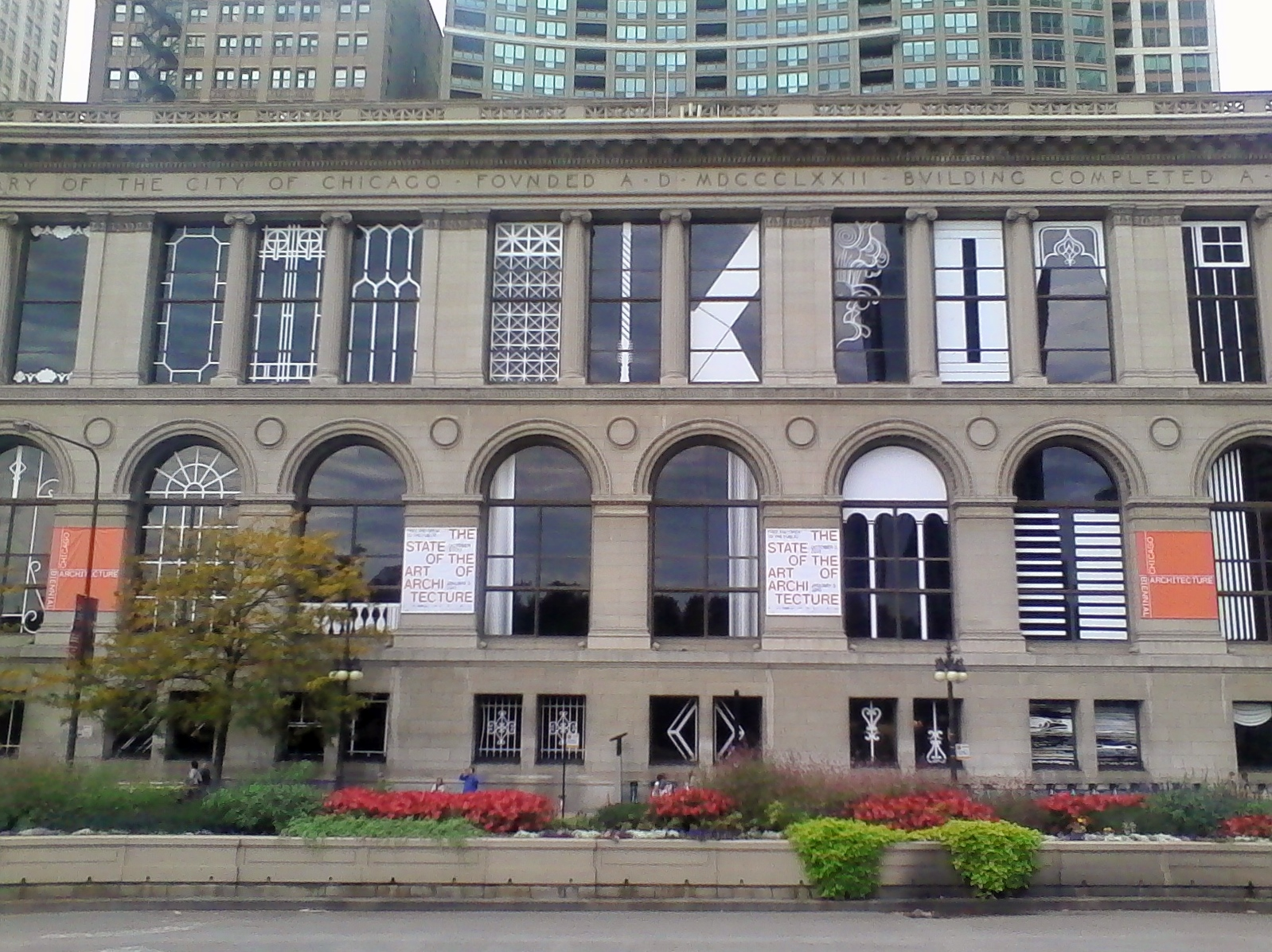
Chicago Cultural Center

## Geschichte
1. Biennale - Stand der Architektur
Die erste Biennale fand von Oktober 2015 bis Januar 2016 in Chicago statt. Direktoren waren Sarah Herda und Joseph Grima. Die Veranstaltung wurde vom damaligen Bürgermeister Rahm Emanuel unterstützt, der der Financial Times sagte "Diese Biennale ist eine Ode an die Vergangenheit der Stadt und ein Echo an unsere Zukunft." Die Biennale hatte Einreichungen von 104 Architekturbüros. Die Aussteller kamen aus Nordamerika und Europa, aber auch aus Australien, Brasilien, Chile, China, Kolumbien, Ecuador, Indien, Israel, Japan, Pakistan, den Palästinensischen Gebieten, Südafrika und Südkorea. Der Titel Stand der Architektur geht auf eine 1977 vom Chicagoer Architekten Stanley Tigerman organisierte Konferenz zurück, die führende amerikanische Designer nach Chicago einlud, um den aktuellen Stand der Branche zu diskutieren. Die erste Biennale hatte mehr als 500.000 Besucher.
2. Biennale - Make New History
Die zweite Iteration lief vom 16. September 2017 bis zum 7. Januar 2018.  Die leitenden Kuratoren waren Mark Lee und Sharon Johnson von Johnson Marklee. Zu den assoziierten Kuratoren gehören Sarah Hearne und Letizia Garzoli. Mehr als 100 Architekturbüros aus Amerika, Asien und Europa wurden zur Teilnahme ausgewählt. Neben dem Hauptstandort im Cultural Center hat die Biennale eine Partnerschaft mit dem Chicago Community Trust2017 Veranstaltungen an sechs Satellitenstandorten in anderen Teilen Chicagos abzuhalten: The Beverly Arts Center, DePaul Art Museum, DuSable Museum of African American History, Hyde Park Art Center, dem National Museum of Mexican Art und dem National Museum of Puerto Rican Arts und Kultur. Die zweite Biennale hatte mehr als 550.000 Menschen.
3. Biennale - And Other Such Stories
Die dritte Biennale war vom 19. September 2019 bis zum 5. Januar 2020 für die Öffentlichkeit zugänglich. Kuratorin war Yesomi Umolu und wurde von Sepake Angiama und Paulo Tavares gemeinsam kuratiert. Diese Biennale untersucht die Umstände, die die städtische architektonische Umgebung ausmachen. Die Ausstellung umfasste über 80 Mitwirkende aus mehr als 20 Ländern. Die dritte Iteration der Biennale konzentrierte sich auf vier Themen: Land und Zugehörigkeit, Architektur und Erinnerung, Rechte und Interessenvertretung sowie Zusammenarbeit und Diskussion. Die Los Angeles Times fand die Biennale „unheimlich vorausschauend“ in ihrer Auseinandersetzung mit umstrittenen Fragen der urbanen Landnutzung in einer Zeit des internationalen Protests.

## Bekannte Teilnehmer
2015
Anne Lacaton & Jean-Philippe Vassal + Frédéric Druot, Architecten De Vylder Vinck Taillieu, Assemble, Bow Wow, Baukuh, Bjarke Ingels, Fala Atelier, Frida Escobedo Taller de Arquitectura, Gramazio Kohler, Iwan Baan, Johnston Marklee, junya.ishigami+associates, Kéré Architecture, Kuehn Malvezzi und Armin Linke, Nikolaus Hirsch/Michel Müller mit David Adjaye, Markus Binder, Bollinger + Grohmann, Tobias Rehberger, Tomás Saraceno, OFFICE Kersten Geers David Van Severen, Pezo von Ellrichshausen, Sou Fujimoto, Stefano Boeri
2017
6a architects, Adamo-Faiden, Aires Mateus, Ana Prvački and SO-IL, Angela Deuber, Architecten de Vylder Vinck Taillieu, Arno Brandlhuber und Christopher Roth, Barkow Leibinger, Baukuh und Stefano Graziani, Caruso St John und Thomas Demand, Christ & Gantenbein, DOGMA, Barozzi Veiga, Fala Atelier, Filip Dujardin, Go Hasegawa, HHF Architekten, Mayer H. und Partner und Philip Ursprung, Kéré Architecture, Kuehn Malvezzi, Marianne Mueller, MONADNOCK, OFFICE Kersten Geers David Van Severen, Pascal Flammer, Pezo von Ellrichshausen, Philipp Schaerer, SANAA, Sauter von Moos, Sergison Bates, Anne Holtrop, Studiomumbai, Tham & Videgård, Thomas Baecker Bettina Kraus, Veronika Kellndorfer
2019
Akinbode Akinbiyi, Clemens von Wedemeyer, ConstructLab, Forensic Architecture, Jimmy Robert, Raumlabor, Wendelien van Oldenborgh, Zorka Wollny

## Publikationen
- Lars Müller Publishers